# Zimandu Nou
Zimandu Nou é uma comuna romena localizada no distrito de Arad, na região histórica da Transilvânia. A comuna possui uma área de 74.30 km² e sua população era de 4630 habitantes segundo o censo de 2007.